# تنس كرة القدم
تنس كرة القدم (بالإنجليزية: Football tennis)‏ أو فوت نت (في التشيك وسلوفاكيا). هي رياضة نشأت في عقد العشرينات من القرن العشرين في تشيكوسلوفاكيا. تُلعب هذه الرياضة في الهواء الطلق في ملعب صغير مُحدد تنتصفه شبكةٌ مُتدلية ويتواجد كل فريق في أحد نصفي الملعب. وتتمثل اللعبة بمحاولة جعل الكرة تضرب في منطقة الخصم دون ردها من الفريق الآخر على طريقة لعبة التنس ولكن عن طريق أحد أعضاء الجسم عدا اليدين. ويتكون كل فريق من لاعب أو لاعبيّن أو ثلاثة كحد أقصى.

## التاريخ
في عام 1922، بدأ لاعبو نادي سلافيا براغ بممارسة اللعبة عن طريق وضع حبل بدلاً من الشبكة. مع اختلاف بعض القوانين عن ماهي عليها اليوم. وفي 1940 تمّ وضع القواعد الأولى للعبة. وأُقيمت أول كأس لتنس كرة القدم في ذلك الوقت. وفي 1961 تم الاعتراف بها كرياضة رسميّة من قِبل المنظمة الرياضية التشيكوسلوفاكية وأنشأت لجنة فوت نت خاصةً بالرياضة.

## القوانين
- لاعب واحد: يُسمح بضرب الكرة مرتين من قِبل المُستقبل للرمية. وتكون أبعاد الملعب 9 م × 12.8 م.
- لاعبان: يُسمح بضرب الكرة ثلاثة مرات من قبل الفريق المُستقبل للرمية (لا يُسمح بضرب الكرة مرتين بشكلٍ مُتتالي من نفس اللاعب). وتكون أبعاد الملعب 9 م × 12.8 م.
- ثلاثة لاعبين: يُسمح بضرب الكرة ثلاثة مرات من قبل الفريق المُستقبل للرمية (لا يُسمح بضرب الكرة مرتين بشكلٍ مُتتالي من نفس اللاعب). وتكون أبعاد الملعب 9 م × 18 م.
- ارتفاع الشبكة يكون 1.10 متر.
- يكون الفوز بـ 11 نقطة بشرط أن يكون الفارق نقطتين. والحد الأقصى للفوز هو 15:14.
- يُمنع على اللاعبين لمس الشبكة أثناء اللعب وإلا احتُسبت نقطة للفريق الخصم.
- كرة تنس القدم مُشابهة في الحجم للكرة التي تُلعب في رياضة كرة القدم.

## الاتحادات العالمية
في عام 1987 تم إنشاء الاتحاد الدولي لتنس القدم والتي سميت بفيفتا (بالإنجليزية: Fifta)‏، وفي عام 2010 تأسس اتحاد فوت نت الدولي عن طريق بعض الأعضاء السابقين للاتحاد الدولي لتنس القدم والذي يُسمى بـ UNIF. وفي أبريل 2010 تم إنشاء الجمعية الأوروبية للفوت نت في مارسيليا في فرنسا لإعادة تنشيط هذه الرياضة في أوروبا.